# Diclidia inyoensis
Diclidia inyoensis is een keversoort uit de familie bloemspartelkevers (Scraptiidae). De wetenschappelijke naam van de soort is voor het eerst geldig gepubliceerd in 1921 door Liljeblad.